# 水神龍屬

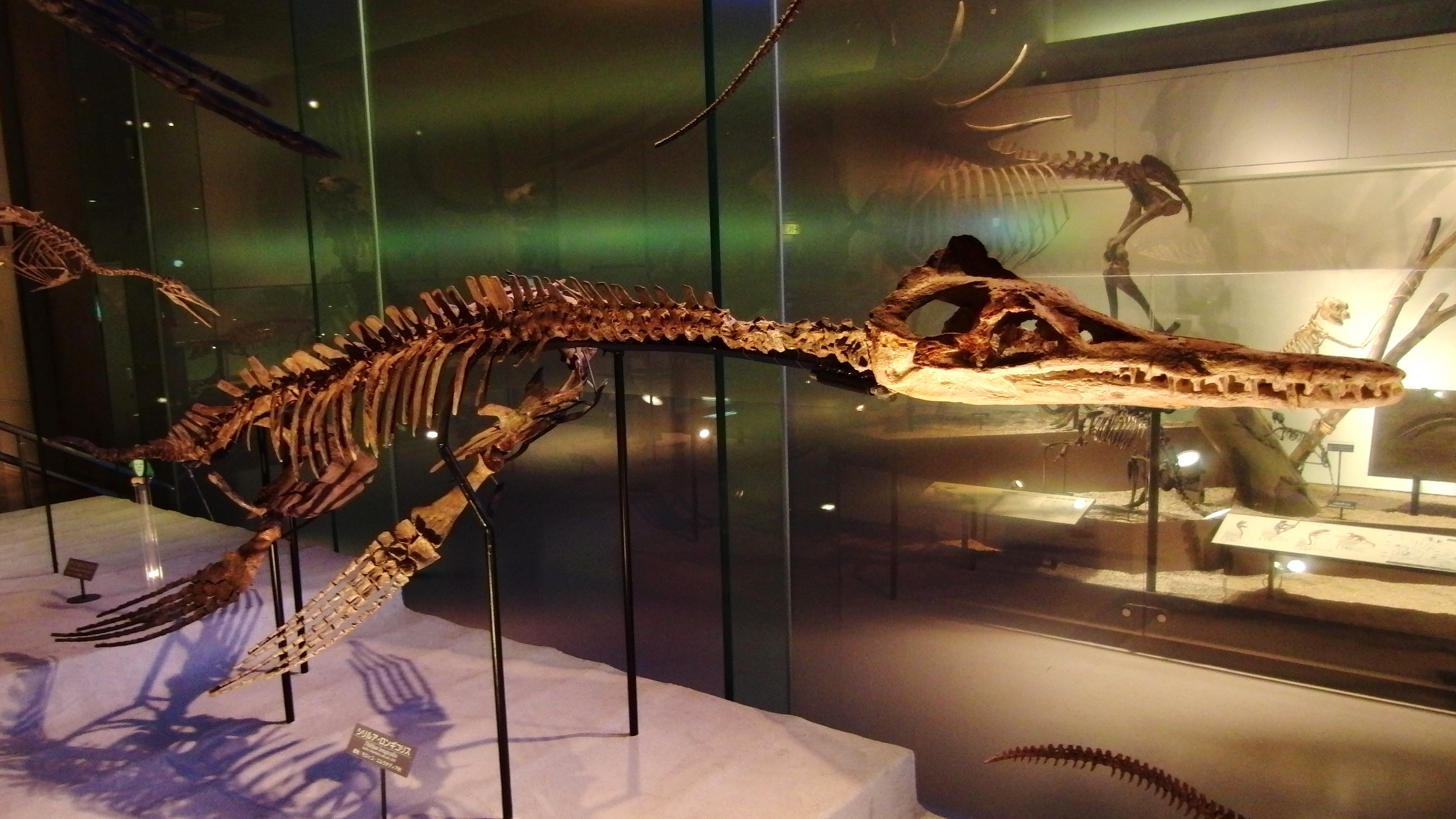
水神龍的化石，日本東京國立科學博物館的化石

水神龍屬（學名：Thililua）是蛇頸龍目双臼椎龙科的一屬，化石發現於摩洛哥阿特拉斯山脈的白堊紀晚期（土侖階早期）地層。被命名時，水神龍是第一個發現於非洲的雙臼椎龍科動物，也是第一個發現於副熱帶地區。
目前只有唯一種，長頸水神龍（T. longicollis），是在2003年被敘述、命名。屬名是當地柏柏爾人傳說裡的水神；種名意指這種動物的長頸部。
在2010年，水神龍背改歸類於双臼椎龙科。。

## 體徵
正模標本是一個幾乎完整的頭顱骨與下頜、37節關節仍連接的脊椎。其中包含30節頸椎，高於其他雙臼椎龍科，例如長喙龍只有19節椎、雙臼椎龍只有26節頸椎。這個化石的頭顱骨骨縫難以辨認、幾乎已癒合，因此是個成年個體。參考其他近親的頭部/頸部/身體比例，水神龍的完整身長估計約為5.5到6公尺